# Kukfloden
Kukfloden (engelska: Kuk River) är en 56 km lång flod i Alaska. Det leder till sammanflödet av Avalik- och Kaolakfloderna och rinner norrut till Wainwrightinloppet, 10 kilometer sydost om Wainwright. Floden mynnar ut i Tjuktjerhavet i Norra ishavet.
Kuk betyder flod på inuktitut.